# Gayal
De gayal (Bos frontalis) is een zoogdier uit de familie van de holhoornigen (Bovidae). Het is de gedomesticeerde afstammeling van de gaur (Bos gaurus). De wetenschappelijke naam van de soort werd in 1804 gepubliceerd door Aylmer Bourke Lambert.